# Utsjoki kyrka
Utsjoki kyrka är en kyrka i Utsjoki kommun i Lappland i Finland, som ritades av Ernst Lohrmann och som färdigställdes 1853.
Utsjoki kyrka byggdes 1850-1853 vid sjön Mantojärvi, sex kilometer söder om Utsjoki by. Den har 230 sittplatser och en yta på 170 kvadratmeter. 
Altartavlan Kristi himmelsfärd, en oljemålning på 270 x 140 centimeter, gjordes av Aukusti Koivisto 1924. 
Tillsammans med intilliggande Utsjoki prästgård samt fjorton bevarade kyrkstugor utgör kyrkan en del av Utsjokis kyrkomiljö, som klassificerats som en byggd kulturmiljö av riksintresse.

## Ulrika-sakristian
Timret till den tidigare timmerkyrkan från 1700, som uppkallades efter den heliga Ulrika, såldes i samband med byggandet av den nya stenkyrkan 1853, med undantag för virket till sakristian. Museiverket rekonstruerade sakristian 1979.